# L'Écho des Vosges
L'Écho des Vosges est un hebdomadaire d’informations générales, principalement diffusé dans le département des Vosges. Créé en 1935, il est diffusé à 10 900 exemplaires et paraît tous les jeudis. Il est imprimé chez Flash & Fricotel, à Épinal.
Le journal est habilité par arrêté préfectoral à publier des annonces judiciaires et légales dans tout le département des Vosges.

## Historique
Le journal est condamné en 2014 pour avoir « retouché » une photographie,.

## Agences locales
- Épinal
- Saint-Dié-des-Vosges
- Gérardmer
- Remiremont